# Anchycteis velutina
Anchycteis velutina là một loài bọ cánh cứng trong họ Ptilodactylidae. Loài này được Horn miêu tả khoa học năm 1880.